# S. Donald Stookey
Stanley Donald Stookey (* 23. Mai 1915 in Hay Springs, Nebraska; † 4. November 2014 in Pittsford, New York) war ein US-amerikanischer Chemiker, Werkstoffwissenschaftler und Erfinder.

## Leben
Stookey studierte Chemie und Mathematik in Cedar Rapids, Iowa, und erwarb 1937 den Master-Grad in Chemie am Lafayette College in Easton, Pennsylvania. Anschließend ging er an das MIT in Cambridge, Massachusetts, wo er 1940 auf dem Gebiet der physikalischen Chemie promoviert wurde. Nach seiner Promotion wechselte er in die Forschungs- und Entwicklungsabteilung des Unternehmens Corning Glass Works mit Sitz in Corning, New York, wo er bis zu seiner Pensionierung im Jahr 1978 tätig war.
Zunächst forschte Stookey bei Corning Glass Works über die Eigenschaften lichtempfindlicher Gläser, und er entwickelte ein photochromes Glas, das seine Lichtdurchlässigkeit je nach Intensität der UV-Bestrahlung automatisch anpasst und sich speziell als Brillenglas eignet. Seine weiteren Untersuchungen führten ihn über das Fotoform-Verfahren zu bahnbrechenden Entwicklungen auf dem Gebiet der Glaskeramik. 1953 entdeckte er eine neue Familie von glaskeramischen Materialien, die im Mai 1957 unter dem Produktnamen Pyroceram patentiert wurden. Diese Produkte zeichnen sich durch eine extreme Festigkeit sowie Hitzebeständigkeit und eine geringe Ausdehnung aus. Zu den Pyroceram-Produkten gehören Glaskeramik-Kochfelder, Haushaltsgeschirr und verschiedene Anwendungen in der Militärtechnik. Das Haushaltsgeschirr wird von Corning seit 1958 unter dem Markennamen CorningWare (auch Corning Ware) vertrieben. Stookey war an 60 Patenten beteiligt.
Er erhielt zahlreiche Preise und Auszeichnungen. 1953 und 1962 wurde er mit der  John Price Wetherill Medal des Franklin Institute geehrt. 1971 erhielt er den Award for Creative Invention der American Chemical Society. 1977 wurde er zum Mitglied der National Academy of Engineering gewählt. Er war Fellow des American Institute of Chemists und der American Ceramic Society. 1986 erhielt er vom US-Präsidenten Ronald Reagan die National Medal of Technology and Innovation. 2010 wurde er in die National Inventors Hall of Fame aufgenommen.
2000 veröffentlichte Stookey seine Autobiografie unter dem Titel Explorations in Glass.

## Ehrungen
Die American Ceramic Society vergibt seit 2006  jährlich den Stookey Award für herausragende Leistungen in den Werkstoffwissenschaften.

## Schriften (Auswahl)
- S. D. Stookey: Photosensitive Glass. In: Industrial and Engineering Chemistry. Band 41, Nr. 4, 1949, S. 856–861, doi:10.1021/ie50472a042.
- S. D. Stookey: Chemical Machining of Photosensitive Glass. In: Industrial and Engineering Chemistry. Band 45, Nr. 1, 1953, S. 115–118, doi:10.1021/ie50517a039.
- S. D. Stookey: Recent Developments in Radiation-Sensitive Glasses. In: Industrial and Engineering Chemistry. Band 46, Nr. 1, 1954, S. 174–176, doi:10.1021/ie50529a052.
- S. D. Stookey: Catalyzed Crystallization of Glass in Theory and Practice. In: Industrial and Engineering Chemistry. Band 51, Nr. 7, 1959, S. 805–808, doi:10.1021/ie50595a022.
- S. Donald Stookey: Explorations in Glass: An Autobiography. American Ceramic Society, 2000, ISBN 978-1-57498-124-7.